# Second Life

Second Lifes logotyp.

Second Life (engelska för "andra liv"), även kallad vid förkortningen SL, är ett datorprogram i virtuell miljö utvecklat av amerikanska företaget Linden Lab och släppt 23 juni 2003. Användarna i Second Life kallas för residents (engelska för "invånare") och har sina kroppsliga skepnader av avatarer, dvs virtuella karaktärer, vars utseenden användarna själva får avgöra.
Den 20 november 2007 fanns det 11 003 346 residents i Second Life. Second Life var under 2009 en av de allra största aktörerna när det gäller IP-telefoni med över 40 miljoner samtalsminuter per dag, vilket ligger bland de fem högsta i världen där Skype är störst. År 2015 hade Second Life 900 000 aktiva användare i månaden.

## Innehåll
Användarna i Second Life kallas för residents (engelska för "invånare") och interagerar med varandra med sina avatarer, dvs virtuella karaktärer, vars utseenden användarna själva får avgöra. Alla residents kan köpa, sälja och skapa virtuella saker, såsom avatarer, kläder, accessoarer, byggnader, fordon, mm. Datorprogrammet har sitt eget skriptspråk kallat Linden Scripting Language, vilket kan användas till att få liv i saker. Användare kan även köpa och sälja virtuella länder (ej nation i betydelsen), kallad sim (engelsk förkortning av simulation) i singular, sims i plural. Vissa simmar är utformade för rollspel med varsina teman, där användarna rollspelar med varandra. Möjlighet att bo i virtuella hem finns också.

## Ekonomi
Second Life har sin egen valuta kallad Linden-dollar (L$) som residents använder för olika ärenden. Ekonomin i Second Life är sammanflätad med den verkliga, där man kan växla in riktiga pengar till Linden-dollar och vice versa. Just det här med en virtuell ekonomi som tar inträde och sägs kunna göra folk rika på riktigt har skapat mycket uppmärksamhet och diskussioner. Saken belyses förtjänstfullt av Randolph Harrison i artikeln "SecondLife: Revolutionary Virtual Market or Ponzi Scheme?"
Second Life har aldrig varit mer populärtdefinition? än 2010, även om det inte var lika omskrivet och hypat i media som 2007. Omsättningen inne i Second Life år 2009 var 567 miljoner amerikanska dollar, en ökning med 65% jämfört med 2008 och ungefär sju gånger mer än 2006. Invånarna tillbringade sammanlagt 481 miljoner timmar (nästan 360 667 manår) 2009, all time high och en ökning med 21 procent jämfört med 2008 och ungefär dubbelt så mycket som 2007.

## Teknik
Second Life används genom en viewer, även kallad client, utformad för olika operativsystem. Second Life Viewer är den officiella som Linden Lab har utvecklat själva, medan många andra företag har utvecklat sina egna som innehåller funktioner som Linden Labs inte har. Bland dessa är Firestorm och Exodus Viewer de populäraste.

## Aktörer
Första universitetet i Second Life blev Syddanska universitetet 2007. År 2007 öppnade Sverige en ambassad i Second Life. Utrikesminister Carl Bildt klippte bandet med hjälp av sin avatar inne i den virtuella världen. Öppnandet blev en pr-succé men i praktiken användes ambassaden inte.
Malmö som en sim skapades år 2009 med bidrag från Europeiska unionen men drog sig ur 2010. Satsningen bedömdes vara ett misslyckande.